# Pelusios niger
Pelusios niger là một loài rùa trong họ Pelomedusidae. Loài này được Duméril & Bibron mô tả khoa học đầu tiên năm 1835.